# Casa del Pópulo
 (février 2023).
La Audiencia Civil y Escribanías Públicas (ou Casa del Pópulo, ou encore Casa de Audiencia) est le bâtiment qui ferme au sud la Place des Lions de Baeza, en Andalousie. Ce bâtiment est aujourd'hui siège de l'Office du Tourisme local. Il fait partie de l'ensemble monumental Renaissance de Baeza, qui, avec celui d'Úbeda, a été déclaré Patrimoine de l'Humanité par l'Unesco en 2003.

## Histoire
Le permis pour bâtir cette Maison d'Audience fut accordé au Conseil de la ville en 1511, bien que la façade n'ait pas été réalisée avant 1535-1540. L'édifice est de style plateresque.

## Galerie

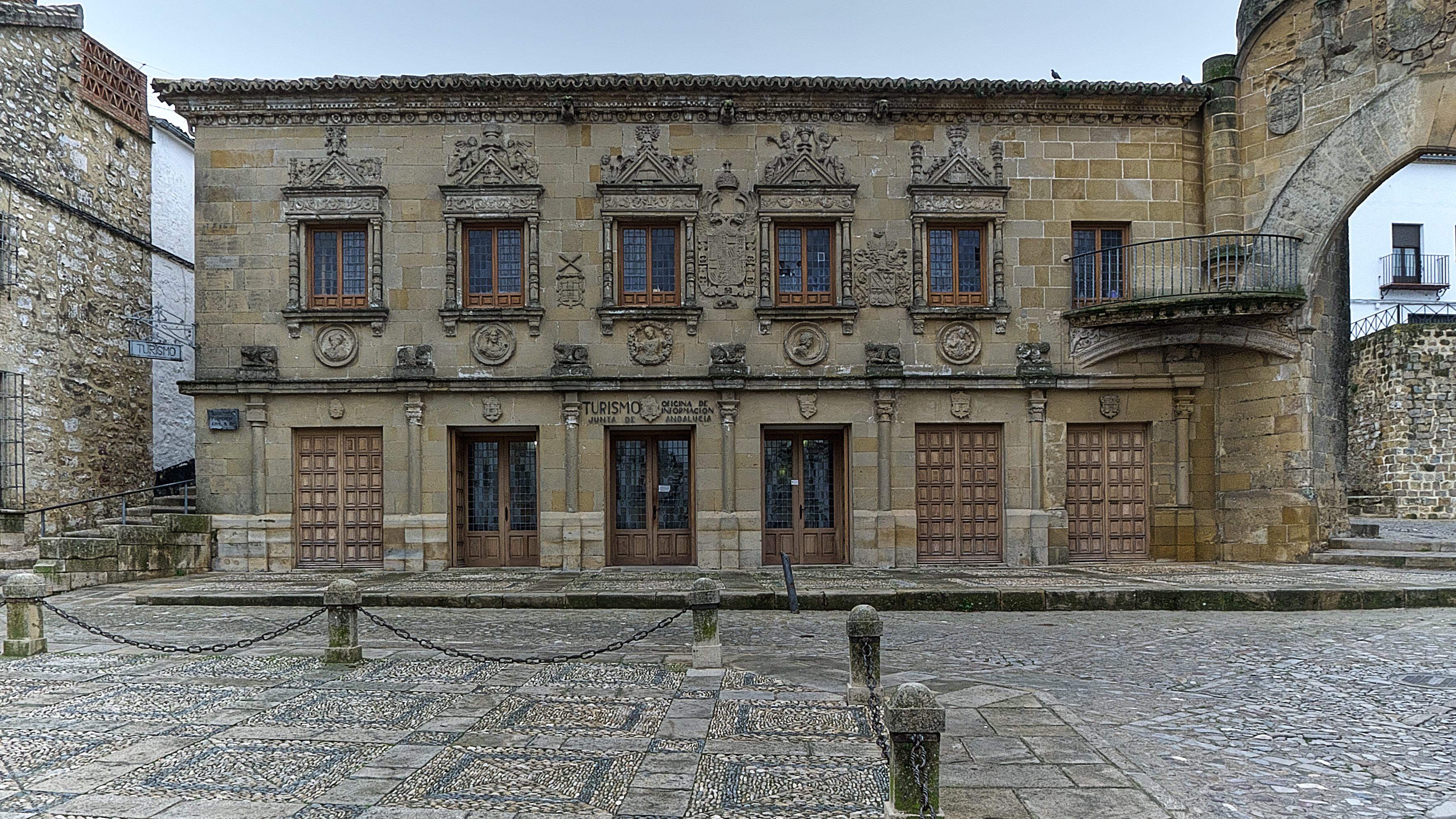
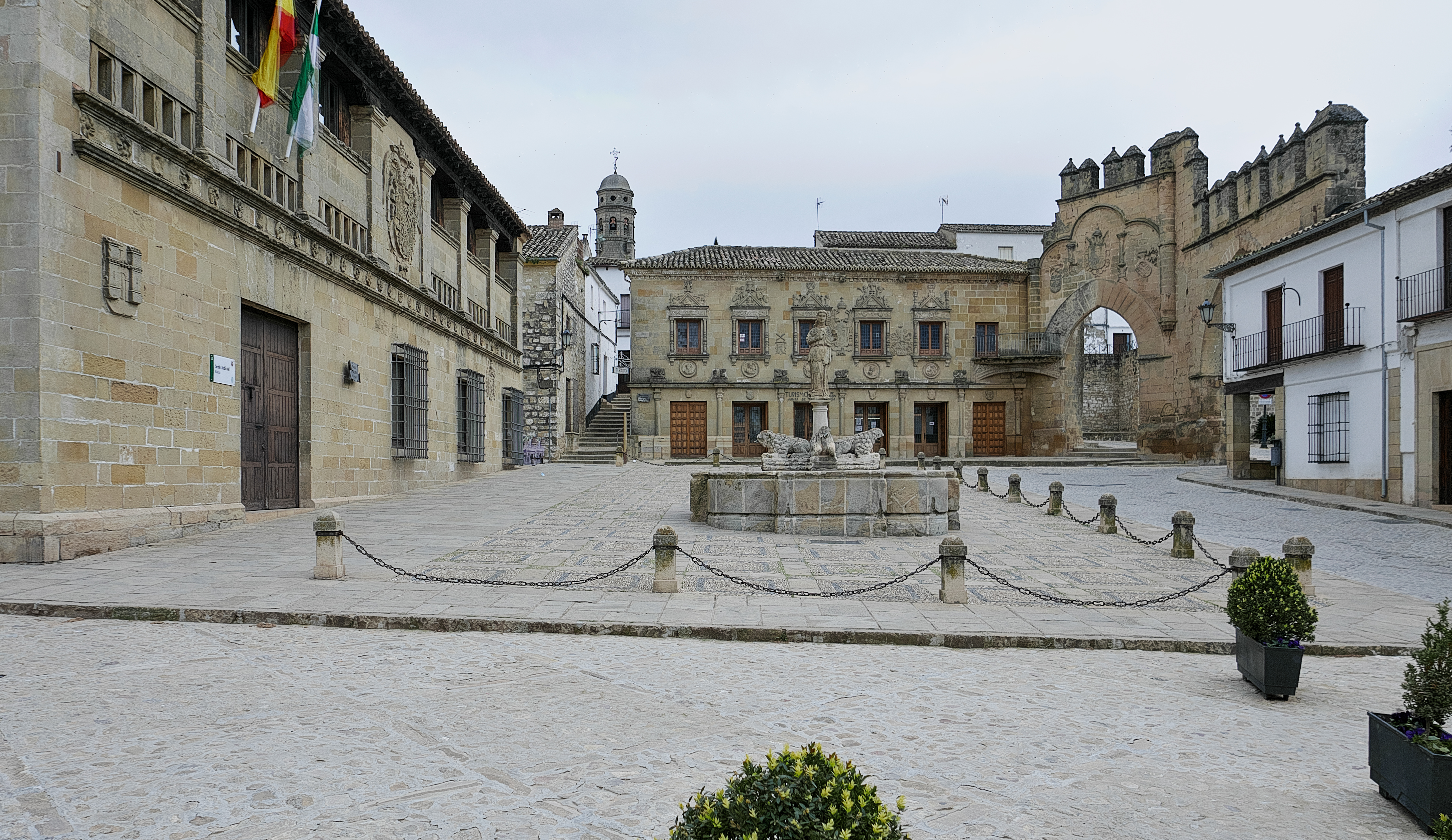
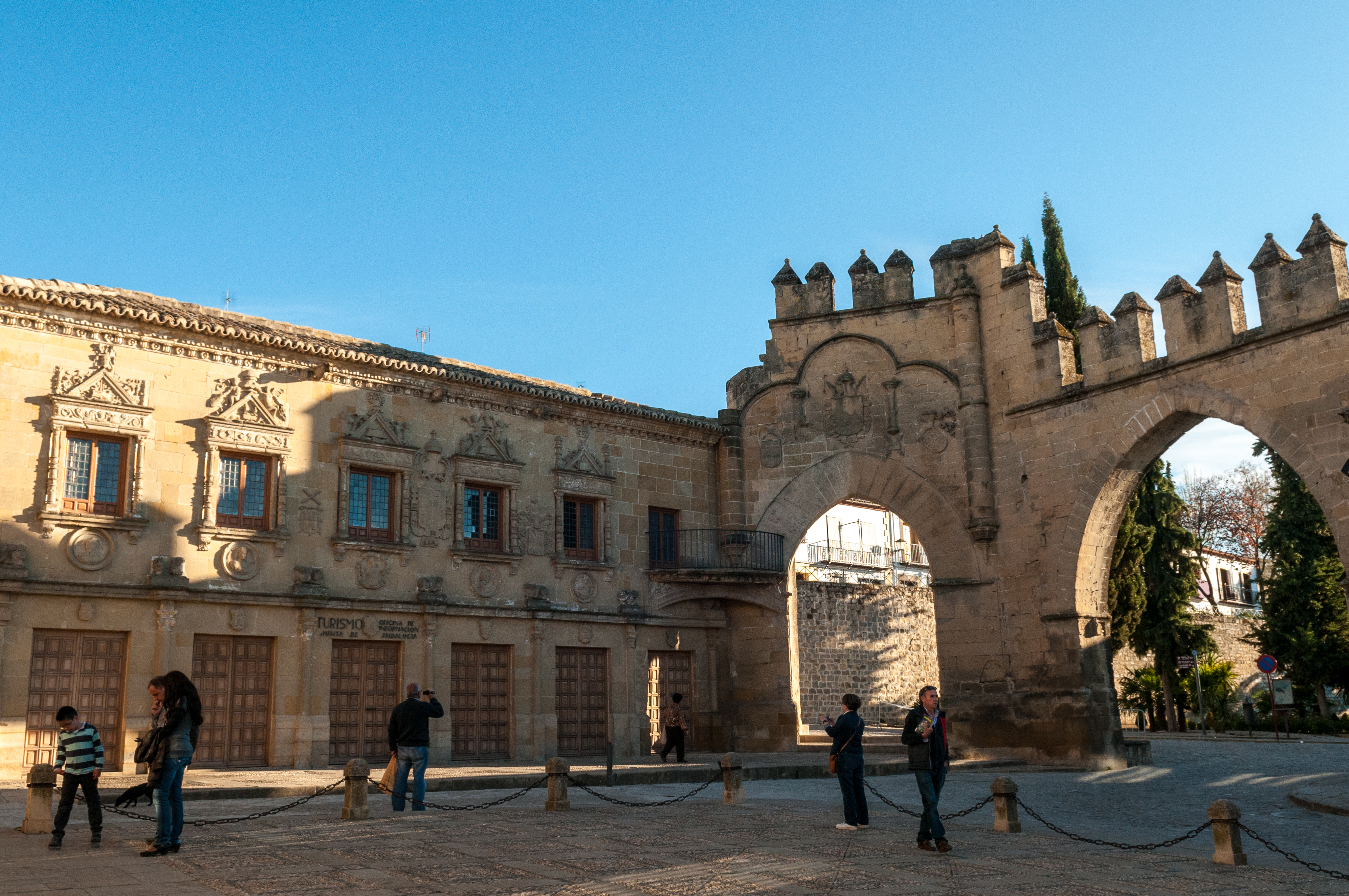

## Source de traduction
- (es) Cet article est partiellement ou en totalité issu de l’article de Wikipédia en espagnol intitulé « Casa del Pópulo » (voir la liste des auteurs).